# ユニバーサルエンターテインメント
株式会社ユニバーサルエンターテインメント（英: Universal Entertainment Corporation）は、東京都江東区有明に本社を置く、パチンコ機やパチスロ機、ゲームソフトなど日本の大手製造メーカーである。

## 概要
パチスロ機の大手メーカーで、ミズホ、エレコ、メーシー、アクロス、ユニバーサルブロスをあわせた6社でパチンコ・パチスロ機の製造・販売を行っており、これら子会社のパチスロ機種も、「ユニバーサルブランド」として認識されている。また、エンターテイメント業界自体にも強みを持ち、映画・格闘技などのイベント主催・協賛などを数多く行う。
1998年に社名をアルゼ株式会社に変更した。由来は、ARchaeopteryx（始祖鳥）・Universal（ユニバーサル・旧社名）・A to Z（すべての）・Entertainment（エンターテインメント）の合成。また、A to Z Entertainmentと表されているように、「何でもあるぜ」ということから。
かつては、アミューズメント、ゲームなど幅広い分野で開発競争に参加、特に2002年頃から2006年頃にかけては「ぷらっとネット」というシステムによるネットワーク対戦や、トレーディングカードなどの最新要素を取り入れたアーケードゲームの開発に注力していた。しかし、2007年にカジノ向けゲーミング部門を除くゲーム事業から撤退、未発売のタイトルはすべて開発、発売中止している。特に「ぷらっとネット」対応タイトルはそのほとんどがかなり完成していたにもかかわらず、タイピングゲーム『TypeTunes』がごく少数の店舗で稼働したのみで、他は全てショーでの展示やアドアーズでのロケテストしか行われないまま未発売となった。さらにスーパーリアル麻雀シリーズなど、多くのシリーズタイトルが終了している。ゲームセンター運営でもアドアーズ（後のKeyHolder→ゲームセンター部門をワイドレジャーに営業権譲渡、2022年4月に吸収合併したことにより企業としては消滅）との資本関係を解消し、直営のゲームセンターはアドアーズに売却した。このようにゲーム業界からは撤退した形となり、のちにJAMMAからも離脱した。
2007年10月、会社分割により持株会社に移行し、パチンコ・パチスロの開発部門を「株式会社セブンワークス」、同販売部門を「アルゼマーケティングジャパン株式会社」として分割。アルゼ本体は事業持株会社として、特許・不動産等の管理や基礎研究、パチンコ・パチスロ台の製造等に特化した形となった。しかし、経営効率化を主眼に2009年2月にアルゼマーケティングジャパンを存続会社としてセブンワークス、アルゼレンタルサービス、アルゼグローバルトレーディングの3社を合併、セタを解散。さらに同年6月1日にはアルゼマーケティングジャパンをアルゼ本体に吸収合併し、持株会社化から2年足らずで元の体制に戻っている。
2008年に一度委員会設置会社に移行したが、2010年6月に株主総会の決議を経て再び監査役会設置会社に戻っている。
2009年11月1日、原点に返る姿勢として、社名を創業時の「ユニバーサル」を冠する株式会社ユニバーサルエンターテインメントに変更した。
2000年代前半から週刊文春・週刊新潮にて、架空の社員「あるぜ君」がベンチャー起業家や文化人などを取り上げるコラム型の記事広告「あるぜ君」（2009年の社名変更後は「ユニバ君」）をほぼ毎週出稿していたが、2012年7月第2週発売号をもって掲載を終了した。
2017年6月開催の株主総会にて、決算期を3月から12月に変更することが決議された。

## 沿革
- 1967年（昭和42年）- 創業者の岡田和生がジュークボックスにかかわる業務を始める。
- 1969年（昭和44年）- 栃木県小山市にユニバーサルリース株式会社を設立。公式の創業年。
- 1971年（昭和46年）- 株式会社ユニバーサルに社名変更。
- 1973年（昭和48年）- ユニバーサルが販売部門をユニバーサル技研株式会社として分離。
- 1975年（昭和50年）- ユニバーサル技研をユニバーサル販売株式会社に社名変更。
- 1979年（昭和54年）- ユニバーサルが開発部門をユニバーサルテクノス株式会社として分離。公式の設立年。
- 1993年（平成5年）- ユニバーサル販売がユニバーサルを吸収合併。
- 1998年（平成10年）
  - ユニバーサルテクノスが、ユニバーサル販売を吸収合併[9] し、アルゼ株式会社に社名変更。
  - 株式を店頭登録（後のJASDAQ）。
- 2002年（平成14年）- 前田健治元警視総監が常勤顧問に就任。
- 2009年（平成21年）- 株式会社ユニバーサルエンターテインメントに社名変更。
- 2011年（平成23年）- 資本金9,800万円に減資し、資本余剰金に振替。
- 2013年（平成25年）7月- 東京証券取引所と大阪証券取引所の統合に伴い、東京証券取引所JASDAQ（スタンダード）に上場。
- 2016年（平成28年）- サミーとの合弁で株式会社ジーグを設立[10][11]。
- 2017年（平成29年）- 岡田和生が取締役会決議により取締役会長職から解任。同様に持株会社のオカダホールディングス取締役職からも解任となる[12]。
- 2018年（平成30年）- ジーグが、西品川にある住友不動産大崎ガーデンタワーオフィス棟へ本社を移転[13]。
- 2019年（令和元年）9月- 2012年に4,350万米ドルを香港（弁護士伊藤毅名義）へ送金していたという疑いで、代表取締役の富士本淳が株主代表訴訟を提起される[14]。
- 2022年（令和4年）
  - 4月- 東京証券取引所の市場区分の見直しに伴い、東京証券取引所JASDAQ（スタンダード）から東京証券取引所スタンダード市場へ移行。
  - 12月- 週刊文春の記事で「パチスロ機大手・ユニバーサルの「35億円送金」株主訴訟　“もう1つの議事録案”＆社内メール入手」と題した記事が掲出され、前出の株主代表訴訟で証拠として提出した「取締役会議事録」に記された送金の使途が書面決議の直前に書き換えられていたことが週刊文春の取材により判明した[15]。
- 2023年（令和5年）9月- 週刊新潮の記事で「国際的汚職疑惑も！？「ユニバーサルエンタ」運命の裁判」と題した記事が掲出され、「富士本淳社長は”あんまり、儲かんねえな、うまみないじゃん”」「26キャピタルがこの8月、衝撃的な証拠を出してきました。UEの幹部が”重い荷物”をフィリピンの下院議長のもとに持参し、最高裁に圧力をかけるように協力を求めたことを示す電子メールです。」という記事が出た。
- 2024年（令和6年）4月- 社長の富士本淳が株主代表訴訟の控訴審の逆転敗訴（個人賠償約67億円）を受けて取締役に異動[16]。現役の上場企業の代表取締役が株主代表訴訟で敗訴することは極めて稀な事案であり、控訴審判決を受けて辞職退任をしないケースは史上初。

## テレビゲーム
創業当初はジュークボックス→コイン投入式遊戯機械→アーケードゲームと参入している。1984年に海外のみで発売された「Do! Run Run」の日本版である1987年の「スーパーピエロ」が旧ユニバーサルブランド最後のビデオゲームとなった。
その後、アルゼ時代に再度アーケードゲーム市場に参入し、後述の「ぷらっとネット」対応作品や、買収したセタのマザーボードであるAleck64対応のタイトルを数作出すものの、再度撤退している。同じくコンシューマー機には主にパチスロ移植作品をリリースする目的でプレイステーション後期にようやく参入し、精力的にパチスロシミュレーションゲームを世に送り出した。子会社の日本アミューズメント放送ブランドで発売された作品もある。それ以外のジャンルとしてはノーチラスが開発した「シャドウハーツ」シリーズがあったが、アーケードゲーム業界から撤退と同時にコンシューマー作品のリリースが途絶えている。一方、シャドウハーツシリーズは2022年に日本で商標登録されている。

### 主なゲーム
- 「スクラッチ」：ブロックくずしのコピーゲームで、同社のデビュー作。
- 「サーカス・サーカス」：サーカスのコピーゲーム。
- 「コスミックモンスター」：スペースインベーダーのコピーゲーム→インベーダーゲーム#スペースインベーダー亜流のものを参照。
- 「コスミックゲリラ」：「コスミックモンスター」の続編。
- 「コスミックエイリアン」：「ギャラクシアン」のコピーゲーム。ナムコから著作権侵害で訴えられる。
- 「ギャラクシーウォーズ」：同社初のオリジナルゲームで、基板は「コスミックモンスター」の流用。このゲームは前述のスペースインベーダーにおける著作権がらみでタイトーと裁判になった際、和解に伴う見返りとして、タイトーにもライセンス生産されている。
- 「スペース・パニック」
- 「戦国の自衛隊」：「タンクバタリアン」タイプのゲームだが、発売時期はこちらが先。
- 「コスミックアヴェンジャー」：「スクランブル」タイプの派生アレンジゲーム。
- 「スナップジャック」
- 「チーキーマウス」
- 「レディバグ」：「パックマン」タイプの派生アレンジゲーム。
- 「Mr.Do!」：「ディグダグ」タイプの派生アレンジゲーム。
  - 「Mr.Do! VS ユニコーン」
  - 「Mr.Do! ワイルドライド」
  - 「Do! Run Run」（スーパーピエロ）
- 「スペースレイダー」：「ジュノファースト」タイプのゲームだが、発売時期はこちらが先。
- 「ジャンピングジャック」
- 「EGGS」：テクノスジャパン「スクランブルエッグ」と同内容（難易度に差異）。
- 「くるくるフィーバー」：タクミ開発。当初は「くるくるフード｣のタイトルでナムコから発売される予定だった[18]。
- 「新スーパーリアル麻雀シリーズ　Hi☆Paiパラダイス」：セタ開発
- 「アレックボードンアドベンチャー　タワー＆シャフト」：アルトロン開発
- 「ドンちゃんパズル花火でドーン！」：タクミ開発
- 「Hi☆Paiパラダイス2」：セタ開発
- 「TypeTunes」：ぷらっとネット対応作唯一の正式発売タイトルで、現在最後のアーケードゲーム作品。
- レーザーディスクゲーム

- 「シャドウハーツシリーズ」：ノーチラス（旧サクノス）開発のRPGシリーズ。
  - 「シャドウハーツ」
  - 「シャドウハーツII」
  - 「シャドウハーツ・フロム・ザ・ニューワールド」

## メダルゲーム・カジノゲーム
ユニバーサル販売時代はカジノ向けのスロットマシンを手がけていたが、ビデオゲーム同様に開発・販売は途絶えていた。
その後アルゼ時代に買収したSNK及びアドアーズの開発部門を統合し、国内メダルゲーム、及びカジノ向けマシンの開発を本格的に再スタート。パチスロで採用されたリール部分が透明な液晶を使った筐体や、旧シグマ製タイトルのリニューアル版など、数多くのタイトルをリリースした。その頃のゲーム機は今でもアドアーズ店舗、セガ店舗などで見ることが出来る。しかしビデオゲーム同様、国内向けのアーケード撤退に伴い、メダルゲームの販売も終了となった。
カジノ向けマシン開発は現在でもアルゼブランドのまま、積極的な開発・販売が続いている。特にマカオでは、他の日本メーカーが苦戦する中、アルゼブランドのバカラ、大小の人気が高く、多くのカジノで見ることが出来る。

## パチンコ・パチスロ
ユニバーサル販売時代から、メーシー販売、瑞穂製作所 を系列に置き、3社でひとつのユニバーサル系を構成していた。4.0号機時代には新規参入したエレクトロコインジャパン とも提携したが、同社はイギリスのエレクトロコイン社の日本法人であり、アルゼの直接の系列会社ではなかった。のちにECJはアルゼの系列に入り、2000年にアルゼは瑞穂製作所とECJを吸収合併し、新たに100%子会社のミズホとエレコを設立した。
ユニバーサル本体は2015年に日電協を脱退しており、現在はエレコ・ミズホ・メーシー・ACROSS・ユニバーサルブロスの計5社がユニバーサル系となってパチスロ機を開発・販売している。
スロット機「ミリオンゴッド」の代替機として導入された「ゴールドX」では、液晶制御基板に残っていたバグが発覚したため0、1、2、3、4号機のすべてで攻略を受けた。「ゴールドX」のバグ問題を巡っては、パチンコホールの業界団体である全日本遊技事業協同組合連合会（全日遊連）が中心となって「アルゼ（株）に対し責任を追及する会」を結成し、損害賠償を求める訴訟を起こした。既に関東・中部地方での訴訟ではアルゼ敗訴が確定しているほか、中国地方の訴訟もパチンコホール側にアルゼが和解金を支払う形で和解が成立している。
4.0号機時代は業界で初めて告知ランプを設置「チェリーバー」「ソレックス」バックライトフラッシュを採用し、盤面にあるWINは告知ランプの役割をしていたが、モーニングサービスが行われていたため、告知ランプを断線した店が多かった。しかし、その後クランキーコンドル以降の技術介入路線で成功し、様々な機種の大ヒットにより、当時の最多シェアを誇った。4.1号機以降はAT機やST機の登場で技術介入路線は終焉を迎えたことから苦戦を強いられた。実際、上記のミリオンゴッド以外のヒットはなく、他社機種に押される様になり導入しても短命で撤去されることが多くなった。またミリオンゴッドも検定取り消し処分を受け、撤去された。

### 5号機
他メーカーが5号機の開発に消極的だったのとは対照的に、2005年に「デビルマン」、「サクラ大戦」を投入して以降、5号機を積極的にリリースし続けている。初期はアニメとのタイアップ作品が多かったが、最近は往年の「名機」と呼ばれた台のリメイク版も多くリリースしている。
同社の初期の5号機の特徴として、通常6段階用意されるのが一般的な台の設定が「2段階」となっていたことが挙げられる。また「キューティーハニー」など、有効ラインを1ラインとし、入賞図柄の組み合わせを工夫することによって5ライン機同様のゲーム性を持たせた台も存在している。ただし、現在は5ライン機を中心に販売し、「バトルシーザーXXX」が3ライン機になっている。
アルゼ系列の2段階設定は、2006年の「クランキーコンドルX」以降は設定を3段階（設定1・4・6）とし、2007年の「青ドン」以降は設定6の上に「設定H」を加えて4段階になった。アルゼの「設定の段階を減らす」という発想は、その後SANKYO、ネット、山佐、ヤーマ、大都技研等がこれに追随し5号機で4段階設定を採用した。
5号機中期になると、「ミリオンゴッド 〜神々の系譜〜」を皮切りに、「バジリスク 〜甲賀忍法帖〜II」、「SLOT魔法少女まどか☆マギカ」、「バジリスク 〜甲賀忍法帖〜絆」、「アナザーゴッドハーデス -奪われたZEUS Ver.-」、「沖ドキ!」、「ミリオンゴッド -神々の凱旋-」と次々にヒット作を輩出。これらの機種はホールの稼働にも大きく貢献した。
その一方で、2014年9月の型式試験変更後はスペックダウンによる影響により、5.5号機と5.9号機については「SLOT魔法少女まどか☆マギカ2」等の一部機種を除き販売面では苦戦を強いられた。

### 6号機
6号機については、他メーカーから遅れたものの、2019年に「アナザーハナビ弥生ちゃん」を投入。2020年には人気機種だった「バジリスク～甲賀忍法帖～絆」の後継機「SLOTバジリスク～甲賀忍法帖～絆2」を投入した。
絆2については、低純増かつ高ベース機であることから稼働面では苦戦が予想されたが、バジリスクチャンスの出玉獲得枚数を限界まで削ることにより6号機特有の初当たりの重さを解消し、新たに採用したCZスルーによる有利区間の引き継ぎシステム、絆独自のシステムの踏襲、高設定域における高い出玉率等がユーザーに支持され、人気が低下した6号機の中では数少ない人気機種として稼働している。
同社の6号機の特徴として、短期出玉率上限をほぼ無視するために純増3枚前後の機種が多いことと、他メーカーとは異なりCZを抽選するポイント蓄積のシステムを導入していない点が挙げられる。

### パチンコ
パチスロ業界での高いシェアを背景にパチンコ機にも進出し、大当たり設定等を6段階に変更できるパチコンといった独自性のある機種を発売した。2004年に発売された業界初の全面液晶パチンコ機「CR雀帝倶楽部」においては、事前に代金を回収した上で、納期3日前になってホールへの納期遅延を通告する等のトラブルがあった。2005年の「CRシンドバッドアドベンチャー」を最後に一時新機種のリリースが途絶え、その後2007年には「CRサンダーV」、2010年に「CRミリオンゴッドプレミアム」を発売しているが、パチスロと比べパチンコ機の販売では苦戦を強いられている。

## パチスロ機種一覧
※文中の会社名略号は以下の通り。（パチンコ機種一覧を含む）
- 記入なし - ユニバーサルエンターテインメント（旧ユニバーサル・アルゼ 含む）
- EL - エレコ（旧エレクトロコインジャパン 含む）
- MI - ミズホ（旧瑞穂製作所 含む）
- MA - メーシー（旧メーシー販売 含む）
- AC - ACROSS
- UB - ユニバーサルブロス

### 3号機以前（主要機種）
- 1985年 - アメリカーナXX（1号機）
- 1986年 - ファイアーバード（MI,1号機）
- 1987年 - トロピカーナ7X（MA,1.5号機）
- 1988年 - トロピカーナA（MA,2号機、業界初のCタイプ）
- 1989年 - センチュリー21（MI,2号機）、リバティーベルIII（MA,2号機）
- 1990年 - コンチネンタル（MI,3号機）※「4枚掛け攻略法」と呼ばれるセット打法が発覚。
- 1990年 - コンチネンタルIII（MA,3号機）※シングルボーナスが連荘する「7ラッシュ」で人気に。
- 1992年 - コンチネンタルII（3号機）

### 4号機（主要機種）
| 機種名                                             | 会社 | 発売年 | 備考                   |
| -------------------------------------------------- | ---- | ------ | ---------------------- |
| チェリーバー                                       | EL   | 1992年 | 初の4号機/告知タイプ   |
| トロピカーナ                                       | MA   | 1993年 | 業界初のBタイプ        |
| キングオブカリブ                                   |      | 1994年 |                        |
| クランキーコンドル                                 |      | 1995年 |                        |
| CCエンジェル                                       | MA   | 1996年 |                        |
| タコスロ                                           | MI   | 1996年 |                        |
| ゲッターマウス                                     | EL   | 1996年 |                        |
| クランキーコンテスト                               |      | 1997年 |                        |
| サンダーV                                          | MA   | 1997年 |                        |
| バーサス                                           |      | 1998年 |                        |
| ハナビ                                             |      | 1998年 |                        |
| ビーマックス                                       |      | 1998年 |                        |
| アステカ                                           | EL   | 1999年 |                        |
| アレックス                                         |      | 1999年 |                        |
| 大花火                                             |      | 1999年 |                        |
| デュエルドラゴン                                   |      | 2000年 | 初の液晶搭載機         |
| マリーンバトル                                     | MI   | 2000年 |                        |
| タロットマスターR                                  | MA   | 2000年 |                        |
| リアルボルテージ2                                  |      | 2000年 |                        |
| ドンチャン2                                        |      | 2000年 |                        |
| サムライスピリッツ                                 | MA   | 2001年 |                        |
| ハナビノオヤカタ                                   |      | 2001年 |                        |
| コンチ4X                                           |      | 2001年 |                        |
| サンダーV2                                         | MA   | 2001年 |                        |
| オオタコスロ2                                      | EL   | 2002年 |                        |
| ミリオンゴッド                                     | MI   | 2002年 |                        |
| バベル                                             | EL   | 2002年 |                        |
| アステカレジェンドR                                | EL   | 2002年 |                        |
| ゴールドX                                          | MI   | 2003年 |                        |
| ビーストサップ                                     | EL   | 2003年 |                        |
| ゴールドXR                                         | MI   | 2003年 |                        |
| 花火百景E                                          | EL   | 2003年 | 新筐体「DX」初採用     |
| おさるの超悟空                                     | EL   | 2003年 | 初のタレントタイアップ |
| シンドバッドアドベンチャーは榎本加奈子でどうですか | EL   | 2004年 |                        |
| ガッツだ!!森の石松                                 | EL   | 2004年 |                        |

### 5号機
| 機種名                                     | 会社 | 発売年月   | 備考                                                                                 |
| ------------------------------------------ | ---- | ---------- | ------------------------------------------------------------------------------------ |
| サクラ大戦                                 | EL   | 2005年10月 | 初の5号機、業界初の2段階設定                                                         |
| デビルマン                                 | EL   | 2005年10月 |                                                                                      |
| はいさい潮姫                               | EL   | 2006年1月  | 沖スロタイプ                                                                         |
| キューティーハニー                         | EL   | 2006年2月  |                                                                                      |
| BE-BOP                                     | EL   | 2006年3月  |                                                                                      |
| 剣豪!武蔵                                  | EL   | 2006年3月  |                                                                                      |
| ロックユークイーン                         | EL   | 2006年4月  |                                                                                      |
| ちゅら姫SUN                                | EL   | 2006年6月  | 沖スロタイプ                                                                         |
| 電撃フランケン                             | EL   | 2006年7月  | 業界初の3段階設定                                                                    |
| クランキーコンドルX                        | EL   | 2006年8月  |                                                                                      |
| らくちん沖姫                               | EL   | 2006年10月 | 沖スロタイプ                                                                         |
| 格闘激戦区                                 | EL   | 2006年10月 |                                                                                      |
| バーグラー                                 | MA   | 2006年10月 | 完全告知機                                                                           |
| サンダーVスペシャル                        | EL   | 2006年11月 |                                                                                      |
| モエるまりんバトる/ラブリーチェリー        | EL   | 2006年12月 | 「ラブリー～」は2007年に再発売された時の機種名                                       |
| やっぱりいいネ!                            | EL   | 2007年3月  | 沖スロタイプ                                                                         |
| バトルシーザーXXX                          | MI   | 2007年3月  | 新筐体「X」初採用                                                                    |
| 青ドン                                     | MI   | 2007年6月  | これ以降設定は4段階に                                                                |
| スーパーキューティーハニー                 | EL   | 2007年6月  |                                                                                      |
| ゲッターマウス7R                           |      | 2007年7月  | 新筐体「7R」初採用                                                                   |
| ちょいスゴ!! アリババインファンタジア      | EL   | 2007年9月  |                                                                                      |
| 赤ドン                                     | MI   | 2007年11月 |                                                                                      |
| ウルトラキューティーハニー                 | MA   | 2008年2月  |                                                                                      |
| リーチ目発見! スロガッパ                   | EL   | 2008年2月  |                                                                                      |
| アレックス7R                               |      | 2008年4月  |                                                                                      |
| アルティメットブレイク拳                   | MI   | 2008年5月  |                                                                                      |
| キングガッパ                               | EL   | 2008年5月  |                                                                                      |
| ゲッターロボ                               | EL   | 2008年7月  |                                                                                      |
| バチヘビノッチ                             |      | 2008年8月  | アルゼの5号機で初の6段階設定                                                         |
| 怒濤の剣                                   | MI   | 2008年9月  | 『バトルシーザーXXX』の後継機                                                        |
| スロット 代紋TAKE2                         | EL   | 2008年12月 |                                                                                      |
| シャドウハーツII                           | MI   | 2009年1月  |                                                                                      |
| タコスロ7R                                 |      | 2009年3月  |                                                                                      |
| スーパーリアル麻雀                         | MA   | 2009年3月  |                                                                                      |
| デュエルドラゴンキングダム                 | EL   | 2009年5月  |                                                                                      |
| 緑ドン                                     | EL   | 2009年5月  | 新筐体「マスカレード」初採用                                                         |
| 銀河英雄伝説                               | MI   | 2009年9月  |                                                                                      |
| 青ドン 花火の極                            | EL   | 2009年11月 |                                                                                      |
| バジリスク 〜甲賀忍法帖〜                  | MI   | 2009年12月 |                                                                                      |
| 青ドン 花火の匠                            | EL   | 2010年3月  |                                                                                      |
| とんでも戦士ムテキング                     | MI   | 2010年6月  |                                                                                      |
| デビルマンII 悪魔復活                      | EL   | 2010年8月  |                                                                                      |
| 出番だ!葉月ちゃん                          | EL   | 2010年10月 |                                                                                      |
| 緑ドン VIVA!情熱南米編                     | EL   | 2010年12月 |                                                                                      |
| 凄忍                                       |      | 2011年1月  |                                                                                      |
| G-SPIN                                     |      | 2011年3月  |                                                                                      |
| GETだ!BILLY                                | EL   | 2011年3月  |                                                                                      |
| ダイナミックサンダーV                      | EL   | 2011年5月  |                                                                                      |
| ミリオンゴッド 〜神々の系譜〜              | MI   | 2011年8月  | ユニメモサービス開始                                                                 |
| エージェントクライシス                     | EL   | 2011年10月 |                                                                                      |
| 赤ドン雅                                   | EL   | 2011年11月 |                                                                                      |
| コンチネンタルV                            | MA   | 2012年2月  |                                                                                      |
| バジリスク 〜甲賀忍法帖〜II                | MA   | 2012年6月  | 新筐体「バズーカ」初採用                                                             |
| ドンちゃん祭                               | EL   | 2012年8月  |                                                                                      |
| トロピカーナ(-30)                          | EL   | 2012年9月  | 沖スロタイプ                                                                         |
| SLOT牙狼                                   | EL   | 2012年12月 |                                                                                      |
| ミリオンゴッド 〜神々の系譜〜 ZEUS Ver.    | EL   | 2013年1月  |                                                                                      |
| クランキーコレクション                     | AC   | 2013年3月  | 「A PROJECT」第1弾                                                                   |
| 鬼の城                                     | MA   | 2013年5月  |                                                                                      |
| 緑ドン〜キラメキ! 炎のオーロラ伝説〜       | EL   | 2013年8月  |                                                                                      |
| リバティベルV                              | AC   | 2013年9月  |                                                                                      |
| SLOT魔法少女まどか☆マギカ                  | MA   | 2013年12月 |                                                                                      |
| バジリスク 〜甲賀忍法帖〜絆                | EL   | 2014年1月  | AT機                                                                                 |
| アナザーゴッドハーデス -奪われたZEUS Ver.- | MI   | 2014年2月  | ミズホにフィールズが資本参加後初の機種。AT機。ミリオンゴッドシリーズ初のスピンオフ機 |
| 緑ドン VIVA2                               | EL   | 2014年4月  |                                                                                      |
| B-MAX                                      | AC   | 2014年5月  | 「A PROJECT」第2弾                                                                   |
| やじきた道中記乙                           | MA   | 2014年8月  | 2枚掛け&3枚掛けゼロボーナス搭載機。                                                  |
| 沖ドキ!(-30)                               | AC   | 2014年8月  | 沖スロタイプ（AT機）。アクセルAT搭載。                                               |
| スロット バットマン                        | EL   | 2014年9月  |                                                                                      |
| スーパージャックポット                     | AC   | 2015年1月  | 岡崎産業より発売の同名シリーズの正統後継機                                           |
| ハナビ                                     | AC   | 2015年2月  | 「A PROJECT」第3弾                                                                   |
| ミリオンゴッド -神々の凱旋-                | UB   | 2015年4月  | アクセルAT搭載                                                                       |
| サンダーVリボルト                          | AC   | 2015年8月  | 「A PROJECT」第4弾                                                                   |
| SLOTシャドウハーツII-運命の道標-           | UB   | 2015年8月  | 2014年改正型式試験方式適合機                                                         |
| キングジャック                             | AC   | 2015年9月  | 岡崎産業より発売の同名シリーズの正統後継機                                           |
| デビルマンIII-悪魔ノ黙示録-                | EL   | 2015年11月 |                                                                                      |
| 沖ドキ!トロピカル                          | UB   | 2016年2月  | 沖スロタイプ（高ベースAT機）。指示機能をメイン基板に搭載。                           |
| ミラクル                                   | EL   | 2016年3月  |                                                                                      |
| 沖ドキ!パラダイス-30                       | AC   | 2016年6月  | 沖スロタイプ（高ベースAT機）                                                         |

### 5.5号機
| 機種名                                | 会社 | 発売年月   | 備考                                                   |
| ------------------------------------- | ---- | ---------- | ------------------------------------------------------ |
| ゲッターマウス                        | AC   | 2016年3月  | 「A PROJECT」第5弾                                     |
| アステカ-太陽の紋章-                  | EL   | 2016年4月  | プロジェクションマッピング搭載の新筐体「WIZARD」初採用 |
| バーサス                              | AC   | 2016年7月  | 「A PROJECT」第6弾                                     |
| SLOTデッド オア アライブ5             | UB   | 2016年8月  |                                                        |
| SLOT魔法少女まどか☆マギカ2            | MA   | 2016年9月  |                                                        |
| クランキーセレブレーション            | AC   | 2016年10月 | 「A PROJECT」第7弾                                     |
| バジリスク 〜甲賀忍法帖〜III          | EL   | 2016年11月 |                                                        |
| SLOTスターオーシャン4 -THE LAST HOPE- | UB   | 2017年1月  |                                                        |
| アナザーゴッドポセイドン -海皇の参戦- | EL   | 2017年3月  | ジーグ製筐体を使用                                     |
| SLOTアカギ 〜闇に降り立った天才〜     | MA   | 2017年4月  |                                                        |
| SLOTギルティクラウン                  | EL   | 2017年6月  |                                                        |
| ラグナロクサーガ                      | MA   | 2017年7月  | ジーグ製筐体を使用                                     |
| イノキロードトゥゴッド                | MI   | 2017年8月  |                                                        |
| SLOTデビルマンX                       | EL   | 2017年9月  |                                                        |
| パチスロ アメイジング・スパイダーマン | MI   | 2017年9月  |                                                        |
| 回胴性ミリオンアーサー                | MI   | 2017年9月  |                                                        |
| SLOT魁!!男塾                          | MI   | 2017年9月  |                                                        |

### 5.9号機
| 機種名                           | 会社 | 発売年月   | 備考                                             |
| -------------------------------- | ---- | ---------- | ------------------------------------------------ |
| タロットエンペラー               | UB   | 2017年11月 | 「A PROJECT」第8弾                               |
| SLOT魔法少女まどか☆マギカA       | EL   | 2017年12月 | シリーズ初のAタイプ機                            |
| コンチネンタルゼロ               | UB   | 2018年2月  |                                                  |
| SLOTパックマン                   | MA   | 2018年4月  | ファミスロシリーズ第1弾                          |
| ゆるせぽね                       | MI   | 2018年5月  | ハーデスシリーズ初のスピンオフ。貫通型RT搭載機。 |
| 沖ドキ!バケーション              | AC   | 2018年6月  | 沖ドキシリーズ初のAタイプ機                      |
| SLOTハイスクール・フリート       | UB   | 2018年7月  | ユニメモ非対応                                   |
| SLOTファミリースタジアム         | MA   | 2018年8月  | ファミスロシリーズ第2弾                          |
| アレックス                       | AC   | 2018年9月  | 「A PROJECT」第9弾                               |
| デュエルドラゴンプラス           | MI   | 2018年10月 |                                                  |
| アナザーゴッドハーデス-冥王召喚- | MI   | 2018年12月 |                                                  |
| ハナビ通                         | AC   | 2019年5月  |                                                  |

### 6号機 - 6.6号機
| 機種名                                                              | 会社 | 発売年月   | 備考                                                                                              |
| ------------------------------------------------------------------- | ---- | ---------- | ------------------------------------------------------------------------------------------------- |
| アナザーハナビ弥生ちゃん                                            | UB   | 2019年2月  | 初の6号機。天井非搭載AT機。                                                                       |
| ドンちゃん2                                                         | AC   | 2019年3月  | ノーマル+RT機                                                                                     |
| SLOTギャラガ                                                        | MA   | 2019年4月  | ファミスロシリーズ                                                                                |
| SLOT劇場版魔法少女まどか☆マギカ [新編]叛逆の物語                    | MA   | 2019年9月  | シリーズ初のAT機                                                                                  |
| SLOTバジリスク～甲賀忍法帖～絆2                                     | MI   | 2020年2月  |                                                                                                   |
| サンダーVライトニング                                               | AC   | 2020年4月  |                                                                                                   |
| 沖ドキ!2-30                                                         | AC   | 2020年5月  | 沖スロタイプ（高ベースAT機）。30パイ専用機                                                        |
| アナターのオット!?はーです                                          | MI   | 2020年9月  | ハーデスシリーズのスピンオフ機。ベースカット搭載機                                                |
| SLOTアルドノア・ゼロ                                                | EL   | 2021年5月  | 6.1号機、ベースカット非搭載機                                                                     |
| SLOT新ハナビ                                                        | EL   | 2021年7月  | 6.1号機                                                                                           |
| SLOT劇場版魔法少女まどか☆マギカ [前編]始まりの物語/[後編]永遠の物語 | MI   | 2021年8月  | 6.1号機、2020年改正型式試験方式適合機                                                             |
| SLOTタブー・タトゥー                                                | MI   | 2021年10月 | 6.1号機                                                                                           |
| CCエンジェル                                                        | MA   | 2021年11月 | 6.1号機                                                                                           |
| 泡盛                                                                | EL   | 2021年12月 | 6.1号機                                                                                           |
| 沖ドキ!DUO（-30）                                                   | AC   | 2021年12月 | 6.2号機、沖スロタイプ（AT機）                                                                     |
| バーサスリヴァイズ                                                  | EL   | 2022年1月  | 6.2号機                                                                                           |
| SLOTマッピー                                                        | MA   | 2022年2月  | 6.2号機、ファミスロシリーズ                                                                       |
| SLOTえとたま                                                        | MA   | 2022年4月  | 6.2号機                                                                                           |
| SLOT STEINS;GATE                                                    | MA   | 2022年5月  | 6.2号機、設定L搭載                                                                                |
| ニューゲッターマウス                                                | EL   | 2022年7月  |                                                                                                   |
| 花火絶景                                                            | MI   | 2022年11月 | 6.2号機                                                                                           |
| 沖ドキ!GOLD（-30）                                                  | ※    | 2022年12月 | 6.5号機、沖スロタイプ（AT機）、同社初のコンプリート機能搭載機、設定L搭載 ※ 30パイはMI、25パイはUB |
| アナザーゴッドハーデス-解き放たれし槍撃ver.-                        | MI   | 2023年4月  | 6.5号機、コンプリート機能搭載                                                                     |
| SLOTメイドインアビス                                                | MI   | 2023年6月  | 6.5号機、コンプリート機能搭載                                                                     |
| ファミスタ回胴版!                                                   | UB   | 2023年9月  | 6.5号機、4段階設定、ファミスロシリーズ                                                            |
| クランキークレスト                                                  | MI   | 2023年12月 | 4段階設定                                                                                         |
| ワードオブライツII                                                  | EL   | 2024年2月  | 6.5号機、4段階設定                                                                                |
| SLOT忍者じゃじゃ丸くん                                              | EL   | 2024年3月  | 6.5号機、設定L搭載、ファミスロシリーズ                                                            |
| 沖ドキ!BLACK                                                        | MI   | 2024年7月  | 6.5号機、設定L搭載                                                                                |
| 沖ドキ!ゴージャス (-30)                                             | ※    | 2024年12月 | 6.6号機、設定L搭載 ※25パイはMI、30パイはEL                                                        |

### スマスロ
| 機種名                                                                      | 会社 | 発売年月   | 備考                            |
| --------------------------------------------------------------------------- | ---- | ---------- | ------------------------------- |
| SLOT劇場版魔法少女まどか☆マギカ [前編]始まりの物語/[後編]永遠の物語フォルテ | MA   | 2023年11月 | 同社初のスマスロ                |
| スマスロバジリスク～甲賀忍法帖～絆2 天膳 BLACK EDITION                      | MI   | 2023年12月 | 本機以降コンプリート機能搭載    |
| スマスロトロピカーナ                                                        | MI   | 2024年8月  | 1段階設定                       |
| スマスロシャーマンキング                                                    | EL   | 2025年2月  |                                 |
| スマスロマギアレコード 魔法少女まどか☆マギカ外伝                            | MI   | 2025年4月  |                                 |
| スマスロ緑ドン VIVA!情熱南米編 REVIVAL                                      | UB   | 2025年5月  |                                 |
| スマスロギルティクラウン2                                                   | AC   | 2025年6月  |                                 |
| アレックス ブライト                                                         | UB   | 2025年7月  | ボーナストリガー搭載、4段階設定 |

出典：パチスロ機種情報（パチンコビレッジ）／機種インデックス（P-WORLD）

## パチンコ機種一覧

### 旧要件機（主要機種）
- 1998年 - CR乙姫（MA,大当り確率が6段階設定のパチコン）
- 1999年 - CRラブラブカップル（MA、パチコン）
- 2002年 - CR忠臣蔵（MI）
- 2004年 - CR雀帝倶楽部（MI,業界初の全面液晶機）、CR花火（MI）
- 2004年 - CR源氏物語 (MI)

### 2004年改正規則準拠機
| 機種名                               | 会社 | 発売年月   | 備考                       |
| ------------------------------------ | ---- | ---------- | -------------------------- |
| CRパワーゲットゲーム                 | MI   | 2005年6月  | 初の新要件機               |
| CRキューティーハニー                 | MI   | 2005年8月  |                            |
| CR闘神雷電花田勝                     | MI   | 2005年10月 |                            |
| CR夢芝居                             | MI   | 2005年11月 | 梅沢富美男とのタイアップ機 |
| CRシンドバッドアドベンチャー         | MI   | 2005年12月 |                            |
| CRサンダーV                          | MA   | 2007年7月  | 業界初の左ハンドル         |
| CRミリオンゴッドプレミアム           | MI   | 2010年7月  |                            |
| CRミニオンゴッド                     | MI   | 2010年10月 |                            |
| CRバットマン 灼熱のゴッサムシティ    | MA   | 2015年1月  |                            |
| CRミリオンゴッドライジング           | MA   | 2015年7月  |                            |
| CR緑ドン 花火DEボ〜ンジョルノ        | MI   | 2015年11月 | 新枠「Uni-Flame」初採用    |
| CR天元突破グレンラガン               | MI   | 2016年2月  |                            |
| CRえとたま                           | MA   | 2016年9月  |                            |
| CR DARKER THAN BLACK -黒の契約者-    | MA   | 2017年4月  |                            |
| CRギルティクラウン                   | MA   | 2017年6月  |                            |
| CRアナザーゴッドハーデス アドベント  | MA   | 2017年7月  |                            |
| CR遊技性ミリオンアーサー             | MI   | 2018年1月  |                            |
| CRバジリスク〜甲賀忍法帖〜弦之介の章 | MA   | 2018年3月  |                            |
| CRミリオンゴッドディセント           | MA   | 2018年5月  | 新枠「BAZOOKA響」初採用    |
| CRデビルメイクライ4                  | MA   | 2018年8月  |                            |
| CRスターオーシャン4                  | MA   | 2018年12月 |                            |

### 2018年改正規則準拠機
| 機種名                                  | 会社 | 発売年月   | 備考                                                                                            |
| --------------------------------------- | ---- | ---------- | ----------------------------------------------------------------------------------------------- |
| Pアナザーゴッドハーデス ジャッジメント  | MA   | 2019年6月  |                                                                                                 |
| Pハイスクールフリート                   | MA   | 2019年8月  |                                                                                                 |
| Pデビルメイクライ4 アウトオブリミット   | MA   | 2019年10月 |                                                                                                 |
| Pバジリスク〜甲賀忍法帖〜2              | MA   | 2019年12月 |                                                                                                 |
| PAでかちりラッシュ                      | MA   | 2020年3月  | 2段階設定                                                                                       |
| Pアナザーゴッドハーデス ザ・ワールド    | MA   | 2020年8月  |                                                                                                 |
| Pアナザーゴッドポセイドン 怒濤の神撃    | MA   | 2021年1月  |                                                                                                 |
| Pバジリスク〜桜花忍法帖〜               | MI   | 2021年6月  | バジリスク専用の新枠「SHINOBI 7」初採用                                                         |
| Pナムココレクション                     | MA   | 2021年9月  |                                                                                                 |
| Pデビルメイクライ4 クレイジーバトル     | MA   | 2021年12月 |                                                                                                 |
| Pナムココレクション2                    | MA   | 2022年3月  | 遊タイム搭載                                                                                    |
| Pミリオンゴッド-一撃-                   | MI   | 2022年5月  | Uni-Flame枠                                                                                     |
| P真バジリスク〜甲賀忍法帖〜             | MA   | 2022年6月  | 遊タイム搭載                                                                                    |
| P真バジリスク～甲賀忍法帖～豪塊W319ver. | MA   | 2023年2月  | 二種タイプ                                                                                      |
| Pバベル5000                             | MA   | 2023年3月  |                                                                                                 |
| Pやじきた道中記                         | MA   | 2023年5月  |                                                                                                 |
| Pアナザーゴッドハーデス-狂乱-           | MA   | 2023年7月  |                                                                                                 |
| Pハイスクールフリート オールスター      | MA   | 2023年9月  | 甘デジ仕様はラッキートリガー搭載                                                                |
| Pギルティクラウン2                      | MA   | 2023年10月 | 2024年6月に導入のラッキートリガー搭載仕様のみ二種タイプ                                         |
| Pドラムだ!金ドン 花火外伝               | MI   | 2024年8月  | ラッキートリガー搭載                                                                            |
| Pメイドインアビス 虹の黄金域            | MA   | 2024年9月  |                                                                                                 |
| Pえとたま2 神祭                         | MA   | 2024年12月 | ラッキートリガー搭載                                                                            |
| Pハネモノ ファミリースタジアム          | MI   | 2025年1月  | 羽根モノ                                                                                        |
| P愛の不時着                             | MA   | 2025年2月  |                                                                                                 |
| Pアナザーゴッドハーデス-獄炎-           | MA   | 2025年4月  | ラッキートリガー搭載                                                                            |
| eシャーマンキング                       | MA   | 2025年8月  | 本社初のスマパチ、新枠「DIAMANT」初採用、ラッキートリガー3.0+搭載 デカヘソ機・通常版の2スペック |

出典：パチンコ機種情報（パチンコビレッジ）／機種インデックス（P-WORLD）

## グループ会社

### 現行のグループ会社
- 日本将棋ネットワーク - 日本将棋連盟公認のオンライン将棋対局サイトを運営する。旧セタの子会社だったものを譲り受けた。

### 元グループ会社
- KeyHolder - 旧アドアーズ。ゲームセンター運営。2007年8月2日に資本関係を解消。現在は関連会社ではない。
- KMK - アドアーズ関連の個人資産管理会社。2007年8月2日に資本関係を解消。現在は関連会社ではない。
- NMK - のれん分けした会社。倒産。
- UPL - のれん分けした会社。正式名はユニバーサルプレイランド。倒産。
- エス・エヌ・ケイ - 元子会社。倒産。アルゼはその後の旧エス・エヌ・ケイ全版権を落札せず[40][41]、旧プレイモアが買収した。
- ノーチラス - 旧サクノス。元はエス・エヌ・ケイ傘下だったが当社に買収後、ノーチラスへと再編。後にアルゼグローバルトレーディングへ商号変更した後、2009年2月にアルゼマーケティングジャパンへ吸収合併された。
- セタ - パチンコ・パチスロ周辺機器製造。元子会社で、その後完全子会社化された。2009年2月にアルゼマーケティングジャパンへ事業譲渡し解散。
- アルゼメディアネット - 主にメディアミックス関連を担当。上述のセタから一部事業譲渡を受け、『スーパーリアル麻雀』シリーズのマイナーチェンジを伴うモバイル展開や前述の出版社との連携を基幹としたメディアミックス展開を親会社である同社と共同で行った。 エンターブレイン社のテックジャイアンと共同で『スーパーリアル麻雀』を原案にした連載漫画『あお☆てん! Newスーパーリアル麻雀』を展開。2011年10月に本体に吸収合併。
- ピートゥピーエー - 自然会話エージェント「CAIWA」の研究開発および販売。2014年度に清算結了。

## 不祥事・訴訟

### 自由民主党候補の選挙支援
2012年12月の第46回衆議院議員総選挙において、自由民主党の候補石原宏高がユニバーサルエンターテインメントに選挙支援を要請し、同社社員を選挙運動に従事させていた。同社は社員3人を派遣して給与を支払っており、法的な問題を弁護士から2013年2月の時点で指摘されていた。また同社は選挙運動で遅くなった際の社員3人の宿泊費や交通費、食事代も負担していた。この件について石原は、同社社員は有給休暇を利用しており、また事務員報酬は実際には支払っていなかったとして、2013年4月23日付で選挙運動費用収支報告書を訂正した。
また、石原の妻が代表を務めるコンサルティング会社が、ユニバーサルエンターテインメントからコンサルティング料として、2011年6月から2012年末まで毎月100万円、計1800万円あまりを受け取っていたことも明らかになった。この件について石原は「お答えできない」として説明を拒み、一連の件についてユニバーサルエンターテインメントは「社員の意思で１カ月ぐらい、応援に行ったと聞いている。会社が強制した事実はない。コンサルタント契約など個別のことは承知していない」とコメントした。

### 朝日新聞の報道を巡る裁判
同社は、フィリピンでのカジノリゾート開発計画を目指しているが、この計画に当たって、当該カジノの設置認可権の取得を有利に進めようと、フィリピン政府高官に多額の現金を贈ったり、マカオやラスベガスなどのホテルで接待を繰り返していたことが判明した。アメリカ連邦捜査局（FBI）などは、アメリカにおける海外腐敗防止法違反などの容疑で、捜査を行っている模様である。
上記の疑惑に関する朝日新聞の報道 に対してユニバーサルが名誉毀損にあたるとして提訴した裁判で、東京地方裁判所は2015年12月、一部の記事が真実ではないとして、朝日新聞社に対してウェブサイトからの記事削除と330万円の賠償金を命じる判決を下した。控訴審では賠償金は33万円に減額されて確定した。

### 株主代表訴訟（不正送金）
- 2019年9月、2012年に4,350万米ドルを香港（弁護士伊藤毅名義）へ送金していたという疑いで、代表である富士本淳が株主代表訴訟を提起される[51]。

- 2024年4月25日、株主代表訴訟の控訴審判決で、控訴人（株主）が逆転勝訴し、被控訴人富士本淳が敗訴が確定（令和4年（ネ）第3787号 第19民事部）。控訴人　細羽強、勝部環震、被控訴人　ユニバーサルエンターテインメント、富士本淳。富士本はユニバーサルに4349万ドル支払え、富士本らの訴えは棄却。訴訟費用は第一事件は富士本の負担。第二事件は富士本と会社の負担。

## スポーツ活動

### 陸上競技
女子陸上競技部「ユニバーサルエンターテインメントアスリートクラブ」（ユニバーサルAC）を有する。
陸上競技指導者の小出義雄が代表を務めるスポーツクラブ「佐倉アスリート倶楽部」とアルゼ（当時）との業務提携により2004年1月13日に実業団陸上チーム「アルゼアスリートクラブ」として設立。所属選手は佐倉アスリート倶楽部で小出の指導を受けながら、日本実業団陸上競技連合加盟の実業団チームの選手として各種陸上競技大会に参加している（同様の形態を取る実業団陸上競技部に豊田自動織機がある）。全員が中長距離の選手で、他の実業団からの移籍選手も多い（所属14名のうち4名が他の実業団からの移籍選手）。
全日本実業団対抗女子駅伝には2007年から6年連続出場しており、2012年の第32回大会では2時間17分35秒という記録で初優勝を果たした。2017年も優勝したが、所属選手のドーピング違反で優勝は剥奪された。

#### かつて所属した選手
- 新谷仁美（2012年ロンドンオリンピック陸上日本女子長距離走代表、2013年世界陸上モスクワ大会女子10000m5位入賞）
- 原裕美子（元京セラ、2010年1月に移籍。2010年北海道マラソン女子の部優勝）
- 堀江知佳（2002年北海道マラソン女子の部優勝）
- 佐伯由香里（2008年北海道マラソン女子の部優勝）
- 那須川瑞穂（東京マラソン2009女子の部優勝）
ほか 詳細はCategory:ユニバーサルエンターテインメントアスリートクラブの人物を参照のこと。

## スポンサー活動
全日本F3000選手権
ユニバーサル時代にスポンサーとして参戦していた（ドライバーは鈴木利男）。
K-1
アルゼ時代にK-1グランプリの冠スポンサーだった。
女流名人戦
1993年より冠スポンサーを務める将棋の棋戦。

## その他
- 創業者で会長の岡田和生は美術品の収集家でもあり、2013年10月に箱根小涌谷に、日本、中国、朝鮮の美術品からなる自らのコレクションを展示する岡田美術館を開館し名誉館長に就任した。岡田美術館の初代館長には日本美術史家の小林忠を迎えた[53][54]。